# 琉球似煙管蝸牛屬
琉球似烟管蜗牛属（学名：Luchuena）是一種會呼及空氣的陸地蝸牛的屬，柄眼類支序似烟管蜗牛科的成員，都是陸生的有肺類腹足綱軟體動物。

## 語源
本屬的學名由 Luchu-（琉球）及Ena（似煙管蝸牛屬）合成。

## 分佈
主要分佈於台湾及琉球，常栖息在树上。

## 物種
- 八丈島似煙管蝸 Luchuena hachijoensis
- 琉球似烟管蜗 Luchuena luchuana (Pilsbry, 1901)[2][3]:分佈於琉球群島、臺灣
- 臺灣似煙管蝸 Luchuena taivanica Moellendorff, 1884[4][3]:分佈於臺灣
- Luchuena reticulata (Reeve, 1849) [3]:分佈於琉球群島

## 外部連結
- 維基物種上的相關：似煙管蝸屬